# ハイアール
ハイアールグループ（簡体字中国語: 海尔集团、英語: Haier Group）は、中華人民共和国山東省青島市を本拠とする電機メーカー、グローバル企業グループ。代表者は中国共産党第十六、十七、十八次中央委員会候補委員である張瑞敏。

## 概説
主な製品は冷蔵庫や洗濯機などの白物家電、テレビ、エアコン、ラップトップパソコンなどで、世界165ヵ国以上で生産・販売している。グループ全体で2008年度のグローバル連結売上は1220億元（約1兆8300億円）。白物家電ブランドマーケットシェアでは2010年時点で世界第1位。冷蔵庫と洗濯機のブランドマーケットシェアも2010年時点で世界第1位。
1984年12月、青島冷蔵庫本工場（青島電冰箱総廠）として創業。西ドイツのリープヘル社との技術提携を経て1991年に琴島海爾集団となる（「琴島」は青島の別称、「海爾」はリープヘルの中国語音訳「利勃海爾」の略）。1992年にハイアール（海爾）集団に改称。現在、香港証券取引所と上海証券取引所に上場。
2005年8月、2008年に開催される北京オリンピックのローカルスポンサー（公式スポンサー）となった。
2006年にNBAのスポンサーとなった。
2016年1月にゼネラル・エレクトリックの創業時からの基幹事業である家電部門の買収で合意、GEブランドの長期ライセンスも取得した。同年6月6日に買収を完了した。
2023年に「全仏オープン」、「ATPワールドツアー」とパートナーシップ契約を締結した。
2024年現在、『フォーチュン』誌が発表した2024年度「フォーチュン・グローバル500™」において、グループの主要会社であるハイアールスマートホームが7年連続でランクインしている。
2025年3月時点で、ユーロモニター・インターナショナルの「Global Major Appliances 2024 Brand ランキング」において、2024 年の大型家電・ブランド別世界販売台数シェアで 16 年連続、世界 No.1 の認定を受けた。また、冷蔵庫・洗濯機・冷凍庫・ワインクーラーなどの個別製品においても連続でNo.1を継続中。

### 日本での事業展開
日本においては、2002年にハイアールジャパンセールス株式会社と、三洋電機と合弁で設立した三洋ハイアール株式会社がハイアールブランドの冷蔵庫、洗濯機、エアコンを輸入販売開始。その後、2007年1月に三洋電機が冷蔵庫の製造をハイアールに委託する目的で「ハイアール三洋エレクトリック株式会社」を設立する代わりに「三洋ハイアール株式会社」が3月に解散。
なお、現在のハイアールブランドでの事業展開は、ハイアールジャパンセールス株式会社で行われている。
2011年7月28日、三洋電機はハイアールに白物家電（冷蔵庫・洗濯機、炊飯器など）事業を行う子会社9社（三洋アクア株式会社（現：アクア株式会社）、ハイアール三洋エレクトリック株式会社（後のハイアールアジアインターナショナル株式会社） など）の株式を、約100億円で売却する旨を公式発表した。これにより三洋電機が親会社パナソニックと重複する事業のリストラが推進される。2012年2月、三洋から受け継がれた製品についてはハイアールではなく『AQUA（アクア）』のブランドで展開していくことを発表した。事業会社は商号変更等の後、2016年よりアクア株式会社に商号を変更し、AQUAブランドの事業を展開している。（AQUAブランドでの展開状況はアクア（企業）を参照。）
ハイアール及び、三洋ハイアールで販売した製品はこれまで、日本国内においては三洋電機サービスが受付窓口となって、家電販売店等では修理受付時、三洋電機製品と同じチャネルで取り扱われていたが、2012年1月1日からは全て自社が受付窓口に変更されることになった。なお、旧三洋および三洋アクア製品の修理等のアフターサービスについては、2012年からパナソニックが行っている。
また、家庭用だけでなく、業務用洗濯機事業も買収し、AQUAブランドで展開。日本国内のコインランドリーでは機器出荷台数においてトップシェアとなっている。

## CM
- 2012年2月16日、AQUAブランドとして『AQUAデビュー』を公開。イメージキャラクターに小泉今日子を起用した[19] 。
- 2021年3月1日、日本におけるハイアールブランドのCMとして、オリジナルソングにのせて「愛 あるね」「決まりだね」「らしく、くらしやすく」のメッセージCMを公開。[20]
- 2024年11月21日、プロスケーターの羽生結弦のAQUAブランド含めたWブランドでのアンバサダー就任を発表、後の12月17日に開催した「ハイアールグループグローバル戦略・ハイアール日本市場ブランディング発表会」にて新たなブランドメッセージ「自分を超えろ。」を訴求した新CMを公開した[21]。